# اورهو کاسترن
اورهو کاسترن (انگلیسی: Urho Castrén؛ ۳۰ دسامبر ۱۸۸۶ – ۸ مارس ۱۹۶۵) یک سیاست‌مدار اهل فنلاند بود. او به مدت 27 سال به عنوان رئیس دادگاه عالی اداری فنلاند خدمت کرد.